# 3527 McCord
3527 McCord eller 1985 GE1 är en asteroid i huvudbältet som upptäcktes den 15 april 1985 av den amerikanske astronomen Edward L.G. Bowell vid Anderson Mesa Station. Den är uppkallad efter den amerikanske astronomen Thomas B. McCord.
Asteroiden har en diameter på ungefär 7 kilometer och den tillhör asteroidgruppen Flora.